# Kis János (plébános)
Baróti Kis János (Barót, Háromszék, 1821. január 10. – Egyek, 1894. április 13.) teológiai tanár, római katolikus plébános.

## Élete
Nemes székely családból származott. Kiképeztetését Takó György premontrei rendű kanonok, rozsnyói tanár, anyai részről nagybátyja vállalta magára, aki 1833-ban magával vitte Rozsnyóra, ahol a gimnázium II. osztályába vették fel. 1838-ban az egri papnevelő intézet növendéke lett és később a bécsi Pazmaneumba küldetett, ahol a bibliai tanulmányokból szigorlatot tett és munkás tagja volt az ott alakult irodalmi társulatnak. 1844-ben miséspappá szentelték és keresztespüspöki káplán lett, mely időben szigorlatot tett a dogmatikából. 1845. szeptember 8-án érseki szertartónak és szentszéki aljegyzőnek vette magához főpásztora. 1846. július 22-én a papnevelőintézet tanulmányi felügyelőjévé nevezte ki a főegyházmegyei kormány; ugyanezen évben az érseki líceum hittani tanárnak, majd szentszéki ügyésznek mozdította elő érseke. 1868-ban 22 évi tanárkodása után, saját kérelmére, egyeki plébánosnak és alesperesnek nevezte ki Bartakovics érsek. Szembaja miatt le kellett mondania az irodalmi működésről és 1892-ben címzetes préposttá nevezték ki.